# Scambi
Scambi (Changing Places) è un romanzo di David Lodge del 1975, vincitore dell'Hawthornden Prize. Il libro ha avuto un sequel nel romanzo Il professore va al congresso del 1984.
David Lodge ha ammesso che il personaggio di Morris Zapp è ispirato al critico letterario Stanley Fish.

## Trama
Il romanzo racconta la storia di uno scambio accademico della durata di sei mesi tra due università fittizie situate a Rummidge (basata su Birmingham in Inghilterra) e Plotino nello stato di Euphoria (sul modello di  Berkeley in California). I due accademici che partecipano allo scambio sono entrambi studiosi quarantenni di letteratura inglese, che inizialmente sembrano avere poco in comune, soprattutto a causa dei diversi sistemi universitari dei loro paesi d'origine.
Il partecipante inglese, Philip Swallow, è convenzionale e conformista, e in soggezione dello stile di vita americano. Per contro l'americano, Morris Zapp, è un professore di alto livello che accetta di andare a Rummidge per rinviare i procedimenti di divorzio minacciati da sua moglie.
Con il passare del tempo, tuttavia, sia Swallow che Zapp scoprono di riuscire ad adattarsi sorprendentemente bene ai loro nuovi ambienti. 
Swallow dorme con Melanie, la figlia di Zapp, senza rendersi conto della sua identità: ne rimane inizialmente invaghito, ma lei, invece, comincia a frequentare un suo ex-studente universitario, Charles Boon. La storia prosegue con Swallow che inizia una relazione con la moglie di Zapp, e questi che cerca di finire a letto con la moglie di Swallow.
Swallow e Zapp prendono in considerazione di rimanere in modo permanente nei rispettivi nuovi stati. Il libro si conclude con le due coppie riunite in una stanza d'albergo di New York per decidere il loro destino.

## Edizioni italiane
- David Lodge, Scambi, traduzione di M. Buckwell Gislon e R. Palazzi, Collana Letteraria, Milano, Bompiani, 1988, ISBN 978-88-452-0333-6.